# Горючі сланці в Естонії

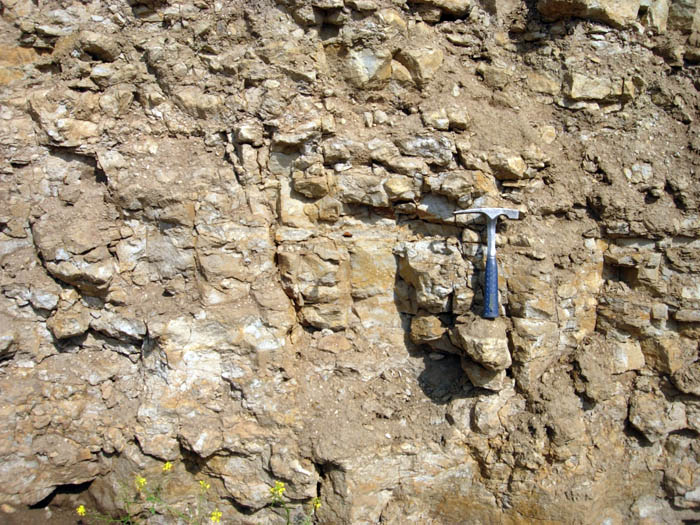
Оголення ордовицького кукерсита, Північна Естонія

Горючі сланці є стратегічним енергетичним ресурсом Естонії, який забезпечує близько 4 % валового внутрішнього продукту. Сланцева промисловість Естонії є однією з найрозвиненіших у світі. У 2012 році в сланцевої промисловості працювало 6500 осіб близько 1 % від робочої сили країни. З усіх сланцевих електростанцій світу дві найбільші розташовані в Естонії. У 2012 році 70 % видобутого сланцю використовувалося для виробництва електроенергії, що становило близько 85 % від загального обсягу виробітку електроенергії в Естонії. Менша частка видобутого сланцю використовувалася для виробництва сланцевої нафти, піроліза. Завдяки цьому Естонія є другим за величиною виробником сланцевої нафти у світі після Китаю. Крім того, сланцева нафта та продукти її перероблення в Естонії використовуються для теплопостачання і як сировинних матеріалів для цементної промисловості.
Існує два види горючих сланців в Естонії, обидва з яких є осадовими породами, що утворилися під час ордовицького геологічного періоду. Запаси першого з них, граптолитового аргілітів, більше, але через низький вміст органічних речовин він не використовується в промисловості. Другий з них, кукерсит, видобувається протягом ста років, і його видобуток буде тривати ще 25-30 років. До кінця 2012 року обсяг запасів кукерсита становив 4,8 млрд тонн, з яких до 650 млн тонн видобутих. На родовища кукерсита в Естонії припадає 1,1 % світових запасів горючих сланців. Родовища сланців розташовані на півночі Естонії та відносяться до Прибалтійському сланцевого басейну.
У XVIII та XIX століттях естонські горючі сланці були описані кількома вченими й використовувалися в якості низькосортного палива. Їхнє промислове використання почалося в 1916 році. Виробництво сланцевої нафти почалася в 1921 році, а для отримання електроенергії горючі сланці були вперше використані в 1924 році. Незабаром після цього почалося систематичне вивчення горючих сланців і продуктів їхньої переробки, а в 1938 році в Талліннському технічному університеті була створена кафедра гірничої справи. Після Другої світової війни естонська сланцевий газ використовувався в Санкт-Петербурґе (тоді — Ленінграді) і в північних містах Естонії в якості замінника природного газу. Підвищена потреба в електроенергії на північному заході Радянського Союзу призвела до будівництва великих сланцевих електростанцій. Завдяки сланцевої промисловості, на північному сході Естонії утворився єдиною в прибалтійських республіках гірничопромисловий район. У 1946—1974 роках були побудовані сланцепереробний комбінат ім. В. І. Леніна в Кохтла-Ярве, сланцеві кар'єри та шахти, включаючи кар'єри «Жовтень», «Нарва» і шахту «Естонія», торфобрикетний завод в Ору. Сланцевий видобуток досяг піка в 1980 році. Внаслідок запуску ядерних реакторів у Росії, зокрема Ленінградській атомній станції, попит на електроенергію, одержувану з горючих сланців, знизився. Період перехідної економіки 1990-х років, призвела до зниження видобутку горючих сланців. Після зниження видобутку протягом двох десятиліть, вона знову почала зростати на початку XXI століття. Велика частина устаткування для сланцевої промисловості здійснювалася на Таллінському машинобудівному заводі ім. Й. Лауристина.
Сланцева промисловість продовжує чинити серйозний вплив на довкілля. У 2012 році вона виробляла 70 % звичайних відходів Естонії, 82 % небезпечних відходів та понад 70 % викидів парникових газів. Промисловість знижує рівень ґрунтових вод, змінює циркуляцію води і погіршує якість води. Вода, відкачувана з шахт і використовувана на сланцевих електростанціях, перевищує 90 % всієї води, що використовується в Естонії. Води, що стікають з відвалів шахт, забруднюють поверхневі й ґрунтові води. Закриті та діючі сланцеві шахти займають близько одного відсотка території Естонії.